# Comayagua (miasto)

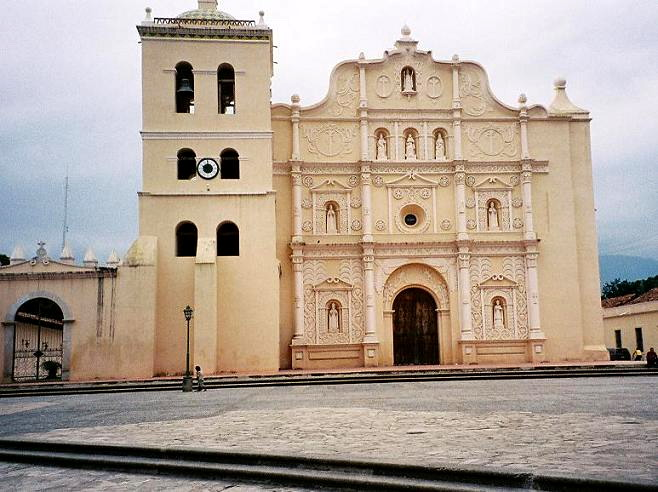
Katedra w Comayagua

Comayagua – miasto w środkowym Hondurasie, położone około 80 km na północny zachód od stolicy kraju Tegucigalpy.
Ludność: 53,4 tys. (2001).
Ośrodek administracyjny departamentu Comayagua.
Miasto zostało założone w 1537 jako Santa María de la Nueva Valladolid przez hiszpańskiego konkwistadora Alonso de Cáceresa, na rozkaz gubernatora Jukatanu Francisco de Montejo. Po uzyskaniu niepodległości od Hiszpanii, Comayagua została stolicą Hondurasu, wchodzącego wówczas w skład Zjednoczonych Prowincji Ameryki Środkowej. Kiedy powstała niezależna republika Hondurasu, stolicą kraju były na przemian Comayagua i Tegucigalpa, aż do 1880, kiedy przeniesioną ją ostatecznie Tegucigalpy.
W mieście znajduje się wiele cennych zabytków hiszpańskiej architektury kolonialnej, m.in. katedra z 1711. Działa tu port lotniczy Soto Cano.